# H’ART Museum

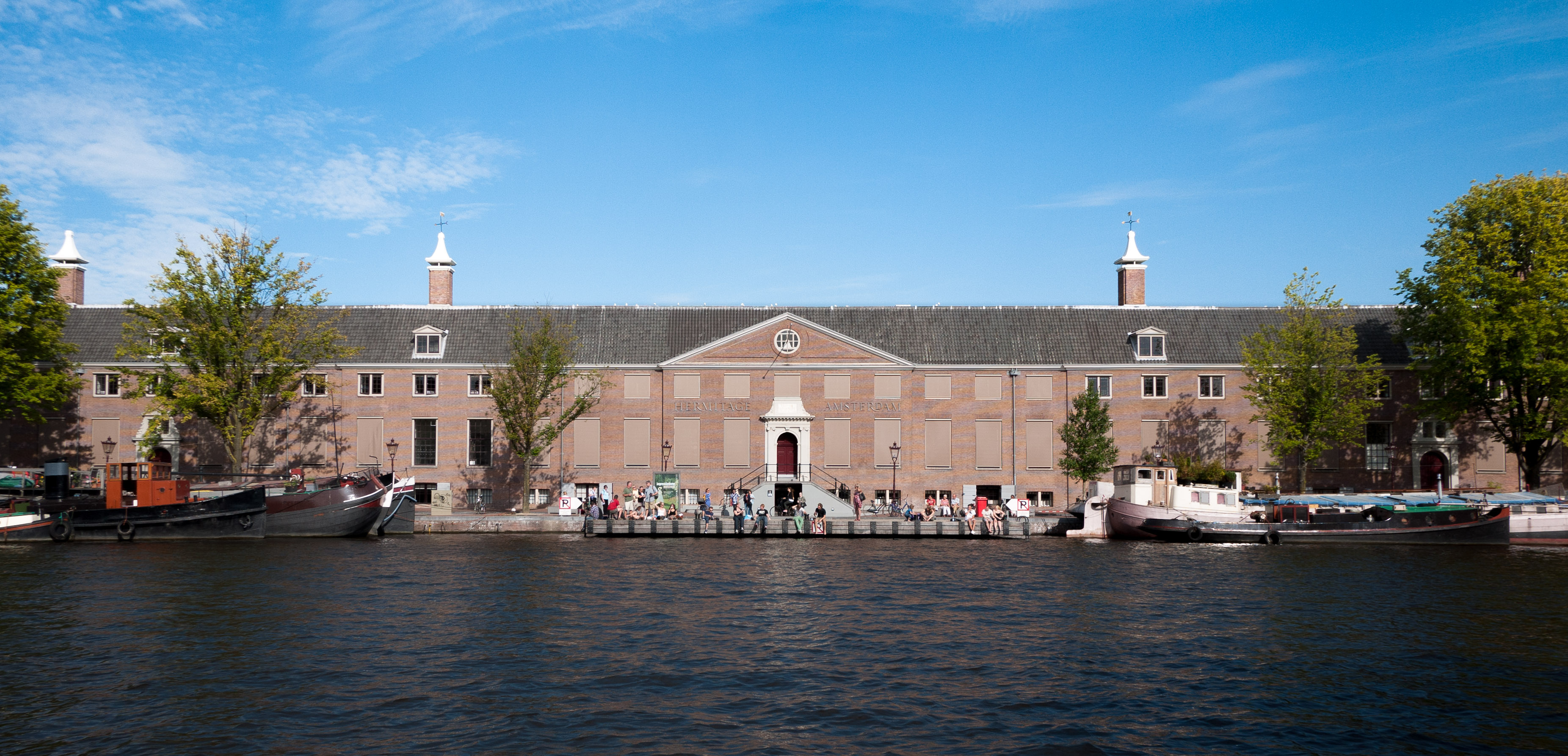
Eremitage Amsterdam, 2012

Das H'ART Museum, früher Eremitage Amsterdam (niederländisch Hermitage Amsterdam) ist ein niederländisches Museum an der Amstel in Amsterdam. Das Gebäude wurde 1683 ursprünglich als Diaconie Oude Vrouwen Huys (Pflegeheim für alte Frauen) errichtet. Nach Umbauten und Modernisierungen wurde es am 19. Juni 2009 von Königin Beatrix und dem russischen Präsidenten Medwedew eröffnet, nachdem bereits seit Februar 2004 ein kleineres Ausstellungshaus neben dem jetzigen Gebäude genutzt wurde. Das Museum organisierte zahlreiche Ausstellungen in Zusammenarbeit mit der Eremitage in Sankt Petersburg. Diese Zusammenarbeit wurde am 3. März 2022 im Zusammenhang mit dem russischen Überfall auf die Ukraine beendet. Anschließend zeigte das Haus unter der Bezeichnung Dutch Heritage Amsterdam Gemälde aus verschiedenen niederländischen Museen. Am 26. Juni 2023 wurde bekanntgegeben, dass der Name mit 1. September 2023 in H’ART Museum geändert werden wird.
Unter dem neuen Namen H'ART Museum wurden danach und werden zukünftig Ausstellungen mit verschiedenen internationalen Partnerorganisationen gezeigt. Zu Beginn wurden Werke aus der Londoner National Portrait Gallery präsentiert. Zukünftig wird das Museum mit dem British Museum in London, dem Centre Pompidou in Paris und dem Smithsonian American Art Museum in Washington zusammenarbeiten.

## Verwaltung und Organisation des Museums
Die Stichting Personeel De Nieuwe Kerk und die Stichting H’ART Museum aan de Amstel kooperieren und realisieren gemeinsam Ausstellungen in De Nieuwe Kerk Amsterdam und im H'ART Museum. Rund 50 festangestellte Mitarbeiter sind in fünf Abteilungen tätig: Ausstellungen, Presse, Marketing & Kommunikation, Entwicklung, Gebäude & Sicherheit und Finanzen.

## Ausstellungen (Auswahl)
- 2009/2010: Am Russischen Hof (niederl.: Aan het Russische hof)
- 2010: Matisse bis Malewitsch: Pioniere der modernen Kunst aus der Eremitage
- 2010/2011: Der unsterbliche Alexander der Große
- 2011: Glanz und Gloria: Kunst der russisch-orthodoxen Kirche
- 2011/2012: Rubens, van Dyck und Jordaens: Flämische Maler aus der Eremitage
- 2017: 1917. Romanows & Revolution. Das Ende der Monarchie (niederl.: 1917. Romanovs & Revolutie. Het einde van een monarchie)
- 2022: Dutch Heritage Amsterdam, Werke aus verschiedenen niederländischen Museen
- 2022/2023: Love Stories, Werke aus der National Portrait Gallery in London
- 2024: Kandinsky. In Zusammenarbeit mit dem Centre Pompidou, Paris[4]
- 2025: From Rembrandt to Vermeer. Masterpieces from The Leiden Collection